# Suhozid
Suhozid je građevina od prirodnog kamena bez korištenja morta.
Postoje razne svrhe gradnje suhozida: 
- kao zid
- kao ograda oranice ili pašnjaka (u južnoj Europi, Hrvatskoj, Irskoj, i Švicarskoj i u Austriji), nazivana još i kao gromača i mocira[1]
- u gradnji bunara
- u gradnji puteva (Premužićeva staza)

## Ekološka korist
Suhozidi pružaju vrijedna utočišta za razne biljke i životinje, npr. guštere, žabe, pčele i razne rijetke kukce.

## Zaštita
Udruga Dragodid je aplicirala zahtjev za trajnom zaštitom. Srpnja 2013. nakon dugih godina peripetija i dilema o tome kako zakonski zaštititi suhozid, Ministarstvo kulture Republike Hrvatske prihvatilo je modalitet zaštite suhozida kroz zaštitu same tehnike gradnje kao nematerijalnog kulturnog dobra. Time je vještina zidanja "u suho" zaštićena na nacionalnoj razini rješenjem o preventivnoj zaštiti čije je trajanje 3 godine, a Udruga Dragodid odigrala je savjetodavnu logu. Nakon trogodišnjeg perioda preventivne zaštite umijeće je suhozidne gradnje u prosincu 2016. godine dobilo i trajnu zaštitu kao nematerijalno kulturno dobro RH. Ministarstvo kulture Republike Hrvatske donijelo je odluku kojom se umijeće suhozidne gradnje proglašava nematerijalnim kulturnim dobrom. te je uvršteno u Registar kulturnih dobara Republike Hrvatske. Na sastanku stručnjaka na temu "Tehnika gradnje „u suho“" kao element nematerijalne kulturne baštine, krenulo se s izradom zajedničke kandidature zemalja gdje postoji ta tradicijska gradnja, iz Cipra, Bugarske, Hrvatske, Grčke, Španjolske i Švicarske a radi upisa na UNESCO-ovu Reprezentativnu listu nematerijalnih dobara čovječanstva.
Suhozid je 29. studenog 2018. godine stavljen na UNESCO-ov popis nematerijalne kulturne baštine.

## Vanjske poveznice
- Udruga Suhozid, Pag[neaktivna poveznica]
- Udruga Dragodid
- Otvoreni javni popis hrvatskih suhozida  Arhivirana inačica izvorne stranice od 4. veljače 2017. (Wayback Machine), Sveučilište u Zagrebu
- Andro Nigoević: Suhozid - kameni spomenik žuljevitih dlanova, Hrvatska katolička mreža